# Матвеева, Наталия Геннадьевна
Ната́лия Генна́дьевна Матве́ева (до замужества Покас; род. 1 сентября 1965, Кострома) — советская пловчиха, трёхкратная чемпионка СССР, призёр чемпионата Европы (1981) и чемпионата мира (1982). Мастер спорта СССР международного класса (1981).

## Биография
Родилась 1 сентября 1965 года в Костроме. Вскоре после рождения вместе с семьёй переехала в Москву, где в возрасте 9 лет начала заниматься плаванием у Алексея Сошина. В дальнейшем в разные годы тренировалась под руководством Михаила Минакова и Алексея Красикова.
Наиболее значимых результатов добивалась в начале 1980-х годов. В 1981 году стала чемпионкой СССР на дистанциях 100 и 200 метров баттерфляем, а также в комбинированной эстафете 4×100 м. После этого успеха вошла в состав сборной страны на чемпионате Европы в Сплите, где завоевала серебряную медаль в комбинированной эстафете. В 1982 году выиграла бронзовую награду чемпионата мира в Гуаякиле в той же дисциплине.
В 1985 году завершила свою спортивную карьеру. В 1986 году окончила ГЦОЛИФК. В последующие годы работала тренером по плаванию в СШОР «Москвич» и преподавателем физкультуры в общеобразовательной школе № 654. С 2005 года активно участвует в плавательном движении «Мастерс», в 2009 году выступала на Всемирных играх ветеранов спорта в Сиднее, в 2010 году стала чемпионкой мира на дистанциях 50 и 100 метров баттерфляем в возрастной категории до 50 лет. С 2017 года занимается преподавательской деятельностью на кафедре физического воспитания и здоровья РАНХиГС.